# Kallakere, Alur
Kallakere là một làng thuộc tehsil Alur, huyện Hassan, bang Karnataka, Ấn Độ.